# David Foster Wallace
David Foster Wallace (Ithaca, 21 de febrero de 1962-Claremont, 12 de septiembre de 2008) fue un profesor y escritor estadounidense, reconocido por su novela La broma infinita, considerada por la revista Time como una de las 100 mejores novelas en lengua inglesa del período comprendido entre 1923 y 2006,  así como una de las novelas más importantes del siglo XX. Asimismo, su novela póstuma, El rey pálido, fue finalista del Premio Pulitzer a Obras Literarias de Ficción 2012.

## Biografía

### Primeros años y educación
David Foster Wallace nació el 21 de febrero de 1962 en Ithaca, estado de Nueva York, Estados Unidos. Fue hijo de James Donald Wallace y de Sally Foster Wallace, profesores universitarios de Filosofía y Literatura respectivamente. Cuando Wallace tenía tan solo seis meses, él y su familia se trasladaron a la localidad de Champaign, Illinois, en donde pasó su infancia y juventud temprana. En su adolescencia, Wallace se interesó por el tenis, destacando en la práctica de este deporte.
Wallace estudió en la universidad privada Amherst College, donde se licenció en Inglés y Filosofía, especializándose en Lógica Modal y Matemática. Su tesis doctoral, «El ‹fatalismo› de Richard Taylor y la semántica de modalidad física», que fue publicada de manera póstuma en The New York Times en 2008, recibió el Premio Gail Kennedy Memorial. Su otra tesis, más tarde se convertiría en su primera novela, La escoba del sistema. Wallace recibió además dos summa cum laude por ambas tesis en 1985. En 1987 se licenció en escritura creativa en la Universidad de Arizona.

### Trayectoria literaria
La primera novela de Wallace, La escoba del sistema, fue publicada en 1987 y tuvo una gran acogida por parte de la crítica. Caryn James para The New York Times la llamó «una extravagancia maníaca, humana e imperfecta heredada directamente de The Franchiser de Stanley Elkin, de V. de Thomas Pynchon y de El mundo según Garp de John Irving». Wallace, entonces, se trasladó a Boston para ir a la Universidad de Harvard, pero la abandonó. 
En 1989, Wallace publicó su primer libro de cuentos, La niña del pelo raro, en 1990 el libro de ensayo Ilustres raperos: el rap explicado a los blancos (en colaboración con Mark Costello), y en 1991 comenzó a dar clases de literatura como profesor adjunto en la Emerson College, de Boston. En 1992, a petición de su amigo Steven Moore, Wallace consiguió un puesto de trabajo en el departamento de inglés de la Universidad Estatal de Illinois.
Su reconocimiento y consagración como escritor llegó con su segunda novela, La broma infinita, la cual se publicó en 1996. A la novela, de más de mil páginas con varios centenares de notas al pie, algunas muy largas y con propias notas al pie, ambientada en un futuro en el que las grandes corporaciones patrocinan y dan nombre a los años, la revista Time la consideró una de las mejores cien novelas publicadas en inglés desde 1923, y actualmente es considerada una de las novelas más importantes del siglo XX.
En 1997 Wallace publicó su libro de crónicas Algo supuestamente divertido que nunca volveré a hacer, y recibió la Beca MacArthur, así como el Premio Aga Khan para la Ficción, que le fue concedido por los editores de The Paris Review por un cuento de su segundo libro de cuentos, Entrevistas breves con hombres repulsivos, publicado en 1999. Además, fue galardonado con otros numerosos premios, entre ellos el Premio Whiting Writers, el QPB Joe Savago New Voices y el Premio O. Henry. Wallace entonces trabajaba impartiendo un taller literario en el centro universitario Pomona College, cerca de su hogar en el estado de California. A los libros anteriores, les siguieron Up, Simba! (2000), Todo y más: una breve historia del infinito (2003), el tercer y último libro de cuentos de Wallace, Extinción (2004), y su último libro de crónicas, Hablemos de langostas (2005). 
Los cuentos, crónicas, ensayos y demás textos de Wallace fueron publicados en revistas de todo tipo, como Might Magazine, GQ, The New Yorker, Rolling Stone, Harper's Bazaar, Playboy, The Paris Review, Harper's Magazine, Mid-American Review, Conjunctions, Esquire, Open City Magazine, Timothy McSweeney's Quarterly Concern y Science, entre otras.

### Suicidio y legado
Wallace se suicidó ahorcándose el 12 de septiembre de 2008, en su hogar. En una entrevista con The New York Times, el padre de Wallace informó que su hijo sufría de depresión desde hacía más de 20 años y tomaba medicación antidepresiva. Cuando Wallace experimentó graves efectos secundarios a raíz de los medicamentos, intentó abandonar su antidepresivo principal, la fenelzina, siguiendo el consejo de su médico en junio de 2007, por lo que su depresión regresó. Wallace recibió otros tratamientos, incluyendo terapia electroconvulsiva pero cuando regresó a la fenelzina, se encontró con que esta había perdido su eficacia, por lo que su depresión se agravó meses antes de su muerte.
Numerosas reuniones se celebraron en honor a Wallace después de su muerte, incluyendo servicios fúnebres en la Pomona College, la Amherst College, la Universidad de Arizona y la Universidad de Nueva York (esta última reunión con oradores, incluyendo a su hermana, su agente, el editor de sus dos primeros libros, el editor de Harper's Magazine, el editor de La broma infinita y de las obras posteriores de Wallace y su editora de ficción para The New Yorker, además de autores como Don DeLillo, Zadie Smith, George Saunders, Mark Costello, Donald Antrim y Jonathan Franzen).
Una novela inacabada de Wallace, El rey pálido, fue publicada de manera póstuma en 2011. En 2013, el escritor D.T. Max escribió la biografía de Wallace, titulada Todas las historias de amor son historias de fantasmas.

## Obra

### Novelas
- 1987: La escoba del sistema (The Broom of the System)
- 1996: La broma infinita (Infinite Jest)
- 2011: El rey pálido (The Pale King)

### Cuentos
- 1989: La niña del pelo raro (Girl with Curious Hair)
- 1999: Entrevistas breves con hombres repulsivos (Brief Interviews with Hideous Men)
- 2004: Extinción (Oblivion: Stories)

### Crónicas y ensayos
- 1990: Ilustres raperos: el rap explicado a los blancos (Signifying Rappers: Rap and Race in the Urban Present, en colaboración con Mark Costello)
- 1997: Algo supuestamente divertido que nunca volveré a hacer (A Supposedly Fun Thing I'll Never Do Again)
- 2000: Up, Simba! (McCain's Promise)
- 2005: Hablemos de langostas (Consider the Lobster)
- 2008: McCain's Promise: Aboard the Straight Talk Express with John McCain and a Whole Bunch of Actual Reporters, Thinking About Hope (reimpresión de Up, Simba!...)
- 2012: En cuerpo y en lo otro (Both Flesh and Not)
- 2016: El tenis como experiencia religiosa (String Theory: David Foster Wallace on Tennis)

### Otros
- 2003: Todo y más: breve historia del infinito (Everything and More: A Compact History of Infinity)
- 2009: Esto es agua (This is Water)
- 2011: Fate, Time, and Language: An Essay on Free Will
- 2017: Portátil: relatos, ensayos & materiales inéditos (The David Foster Wallace Reade. La edición traducida al español por la editorial Penguin Random House decidió impartir cambios respecto a la edición original)[21][22]
- 2021: Profesor: David Foster Wallace. Málaga, Editorial Pálido Fuego.
- 2022: Algo que Ver con Prestar Atención (Something to Do with Paying Attention). Simon & Schuster.

## Sobre Foster Wallace

### Filmografía
- 2009: Entrevistas breves con hombres repulsivos (filme dirigido por John Krasinski basado en el libro homónimo)[23][24]
- 2015: The End of the Tour (filme dirigido por James Ponsoldt acerca de Foster Wallace)[25]

### Adaptaciones drámaticas
- 2000: Hideous Men (adaptación teatral dirigida por Dylan McCullough de doce de los cuentos de Entrevistas breves con hombres repulsivos)
- 2005: Tri-Stran (ópera proyectada en vídeo del compositor Eric Moe basada en el cuento homónimo de Entrevistas breves con hombres repulsivos)[26][27]